# Bild-Pokal
Der Bild-Pokal ist ein internationales Trabrennen für ältere Pferde, das seit 1959 auf der Trabrennbahn in Gelsenkirchen ausgetragen wird.
Der Name des Grupperennens und die Distanz haben sich im Lauf der Zeit geändert. Von 1959 bis 1960 und von 1963 bis 1976 hieß es Preis der Schnellsten, in den Jahren 1961 und 1962 wurde es als „Großer Flieger-Preis“ ausgetragen. Ab 1977 stieg die Bildzeitung als Sponsor ein und das Rennen hieß von 1977 bis 1988 „Goldenes Bild Hufeisen“, ehe es 1989 seinen noch heute gültigen Namen „Bild-Pokal“ erhielt. Die Distanz betrug seit 1985 1609 Meter (eine englische Meile) und ab 2015 2000 Meter. In den Jahren 2002 bis 2007 fand das Rennen nicht statt. 

## Sieger von 2000 bis 2001
| Jahr | Pferd        | Geschlecht | Alter | Land               | Reiter            | Zweiter    | Dritter        | Zeit (min) | Dotierung  |
| 2001 | Shellcracker | Hengst     | 9     | Vereinigte Staaten | Peter J. Strooper | Winter Way | Simb Capi      | 1:12,0     | 100.000 DM |
| 2000 | Shellcracker | Hengst     | 8     | Vereinigte Staaten | Peter J. Strooper | Mayon Bowl | Nuke it Linsay | 1:11,7     | 100.000 DM |